# The Richest Man in Babylon
The Richest Man in Babylon – trzeci album studyjny Thievery Corporation, wydany w 2002 roku w Stanach Zjednoczonych przez Eighteenth Street Lounge Music. 19 października doszedł (jako jedyny spośród albumów zespołu) do 1. miejsca na liście Heatseekers Albums tygodnika Billboard.

## Album

### Historia i muzyka
Według Garzy nagrywanie materiału rozpoczęło się w sposób niezaplanowany. Muzycy mieli tylko szkice utworów i niewiele więcej. Musieli jak zwykle zebrać różne style muzyczne, aby połączyć je w spójną całość. Podobnie jak poprzednie albumy, tak i ten odzwierciedla ich gusty muzyczne: jazz, reggae, dub, hip-hop, bossa nova i odniesienia do kina. The Richest Man in Babylon przypomina swego poprzednika nie wychodząc jednak poza jego ramy stylistyczne i dubowe brzmienie. Obok utworów wokalnych na albumie znalazło się również sporo utworów instrumentalnych. Każda piosenka odznacza się precyzyjnym podkładem klawiszowym, efektownymi rytmami perkusyjnymi i linią basu oraz licznymi samplingami elektronicznymi. Nowe akcenty pojawiły się dzięki nowym utworom: „Meu Destino (My Destiny)”, zaśpiewanym efemerycznym falsetem przez Patricka de Santosa, „The State of the Union”, popisowo wykonanym przez Shineheada oraz „Exilio (Exile)”, który wprowadził rytmy afrokubańskie do zasobu schematów muzycznych Thievery Corporation.

### Wydania
Album The Richest Man in Babylon został wydany 17 września 2002 roku w Stanach Zjednoczonych przez Eighteenth Street Lounge Music jako CD. Ukazał się również jako poczwórna EP.

### Lista utworów
Zestaw utworów na płycie CD:
| Nr  | Tytuł utworu                          | Wokal                   | Długość |
| --- | ------------------------------------- | ----------------------- | ------- |
| 1.  | „Heaven's Gonna Burn Your Eyes”       | Emilíana Torrini        | 4:10    |
| 2.  | „Facing East”                         | Pam Bricker             | 3:44    |
| 3.  | „The Outernationalist”                | Ras Pidal               | 3:30    |
| 4.  | „Interlude”                           |                         | 1:21    |
| 5.  | „Omid (Hope)”                         | Lou Lou Ghelichkhani    | 3:48    |
| 6.  | „All That We Perceive”                | Pam Bricker             | 3:46    |
| 7.  | „Un Simple Histoire (A Simple Story)” | Lou Lou Ghelichkhani    | 3:45    |
| 8.  | „Meu Destino (My Destiny)”            | Patrick De Santos       | 3:30    |
| 9.  | „Exilio (Exile)”                      | Verny Varela            | 3:03    |
| 10. | „From Creation”                       |                         | 4:20    |
| 11. | „The Richest Man In Babylon”          | Notch                   | 3:50    |
| 12. | „Liberation Front”                    |                         | 5:04    |
| 13. | „The State Of The Union”              | Shinehead, Sleepywonder | 4:29    |
| 14. | „Until The Morning”                   | Emilíana Torrini        | 3:57    |
| 15. | „Resolution”                          |                         | 4:47    |
|     |                                       |                         | 57:04   |

### Artyści
Na albumie wystąpiły obie wokalistki, znane z poprzedniego wydawnictwa: Pamela Bricker (zaśpiewała „All That We Perceive”) oraz Lou Lou Ghelichkhani („Omid (Hope)”, „Un Simple Histoire (A Simple Story)”). Obok nich pojawiły się nowe twarze, między innymi: islandzka piosenkarka Emilíana Torrini („Heaven's Gonna Burn Your Eyes”, „Until The Morning”), Notch (wystąpił w utworze tytułowym) oraz Shinehead i Sleepywonder („The State Of The Union”).

## Odbiór

### Opinie krytyków
| Oceny łączne      | Oceny łączne |
| Publikacja        | Ocena        |
| ----------------- | ------------ |
| Album of the Year | 62/100       |
| Metacritic        | 64/100       |
| Recenzje          |              |
| Publikacja        | Ocena        |
| AllMusic          | [ 2 ]        |
| laut.de           | [ 8 ]        |
| Pitchfork         | 3.8/10       |
| Rolling Stone     | [ 10 ]       |
| Sputnikmusic      | 4.5/5        |

Swymi zainteresowaniami muzycznymi zespół (wraz z takimi wykonawcami jak Fila Brazillia i Kruder & Dorfmeister) wydatnie przyczynił się do popularyzacji muzyki brazylijskiej, w tym bossa novy, co uwidoczniło się w nowych wykonawcach, którzy pojawili się na rynku oraz wytwórniach fonograficznych, które postawiły na nowy trend, co z kolei znalazło swój wyraz w reklamach samochodów czy w składankach odtwarzanych w coffee shopach. Jednak pośród zalewu artystów, którzy wyłonili się z tej fali, Thievery Corporation dominuje, jako rzeczywisty inicjator tego ruchu, czego wyraźnie dowodzi The Richest Man in Babylon.

Tak się składa, że lubimy dub, bossa novę i brazylijską muzykę, ale to nie jest trik. To po prostu coś, co kochamy i co sprawia nam radość

Album uzyskał następujące średnie oceny w serwisach agregujących recenzje krytyczne: 62/100 na podstawie 6 recenzji zebranych w Album of the Year oraz 64/100 na podstawie 13 recenzji zebranych w Metacritic.
FlawedPerfection z magazynu Sputnikmusic ocenia, iż The Richest Man in Babylon, jest „ambitnym wydawnictwem duetu z Waszyngtonu. Jak pokazali muzycy na albumie, różnorodność muzyki jest niesamowita. Na albumie znajduje się wszystko, od posępnej elektroniki po indyjskie reggae, co gwarantuje zróżnicowane i przyjemne słuchanie. Chociaż na albumie pojawia się wielu wokalistów, jest tam również sporo instrumentów. Każda piosenka ma doskonałe podkłady klawiszowe, porywające uderzenia perkusji, chwytliwe basy i mnóstwo sampli elektronicznych”. Wyróżnia utwory: „Heaven's Gonna Burn Your Eyes”, „Facing East”, „The Richest Man in Babylon” i „Liberation Front”.
„Najnowszy album duetu z Waszyngtonu emanuje poczuciem zadowolenia” – twierdzi Ernesto Lechner z magazynu Rolling Stone i dodaje: „Nawet gdy producenci Eric Hilton i Rob Garza przenoszą cię do nocnej scenerii, czujesz się tak, jakby wieczorne powietrze było błogosławione blaskiem księżyca w pełni”.
Zdaniem Scotta Thilla z PopMatters tytuł najnowszego wydawnictwa zespołu, The Richest Man in Babylon (Najbogatszy człowiek w Babilonie), stanowi „ostrzeżenie skierowane przeciwko globalnej kulturze, która - biorąc pod uwagę zbliżające się jednostronne działania Stanów Zjednoczonych w gorących punktach Bliskiego Wschodu, takich jak Irak - wydaje się bardziej zwracać do wewnątrz”. Akcentuje przy tym społeczno-polityczne sympatie Thievery Corporation, wyrażone w tytułowej piosence, w której Notch ostro krytykuje wyzysk i podkreśla bezsens bogactw w świecie pogrążonym w biedzie i korupcji. Na zakończenie recenzent podkreśla wkład Emilíany Torrini w muzykę albumu podsumowując całe wydawnictwo stwierdzeniem, iż „Najbogatszy człowiek w Babilonie jest jednym z ich [Thievery Corporation] bardziej intrygujących dzieł, które z powodzeniem łączą w jednej sesji teatralne głosy, duchową eksplorację i subtelny kunszt wokalny”, a na „wycieczkę z Thievery zawsze warto się wybrać”.
Według Johna Busha z AllMusic The Richest Man in Babylon wprawdzie „proponuje kilka beatowych, rozmarzonych wycieczek w rejon od dawna preferowany przez Thievery Corporation, czyli muzykę Brazylii, Indii i Jamajki - ale nie ma ani wpadających w ucho melodii, ani produkcyjnej finezji, by konkurować z The Mirror Conspiracy”.
Zdaniem Stefana Friedricha z laut.de przez długie fragmenty ”pozostaje przerażająco martwy” pomimo pomimo cudownych, po części egzotycznych brzmień i przyjemnego wokalu.

### Listy tygodniowe
19 października 2002 roku album doszedł do 9. miejsca na liście Independent Albums, a tydzień później – do 2. miejsca na liście Dance/Electronic Albums tygodnika Billboard. 
| Kraj              | Lista                      | Pozycja |
| ----------------- | -------------------------- | ------- |
| Australia         | Australian Charts          | 40      |
| Austria           | Austrian Charts            | 45      |
| Francja           | Les Charts                 | 43      |
| Niemcy            | Offizielle Deutsche Charts | 42      |
| Nowa Zelandia     | New Zealand Charts         | 9       |
| Stany Zjednoczone | Billboard 200              | 150     |
| Stany Zjednoczone | Dance/Electronic Albums    | 2       |
| Stany Zjednoczone | Heatseekers Albums         | 1       |
| Stany Zjednoczone | Independent Albums         | 9       |
| Włochy            | Italian Charts             | 22      |

### Sprzedaż
We Włoszech album został sprzedany w ciągu pierwszego tygodnia w liczbie 15 tysięcy egzemplarzy przewyższając swoją sprzedaż na terenie Stanów Zjednoczonych.